# سلمة بن المحبق الهذلي
سلمة بن المحبق بن صخر الهذلي ويكنى أبو سنان صحابي جليل وأحد الفرسان المشاركين في الغزوات شارك في غزوة حنين وغزوة تبوك وغزو خيبر وشهد فتح مكة مع النبي محمد  وفتح المدائن مع سعد بن ابي وقاص 

## نسبه
- سلمه بن المحبق بن صخر بن عبيد الله بن الحارث بن حصين بن الحارث بن عبد العزى بن وائل بن دابغة بن لحيان بن هذيل بن مدركة بن الياس بن مضر بن نزار بن معد بن عدنان.[2][3]

## بعض روايته عن النبي
- عن قتادة عن الحسن عن جون بن قتادة عن سلمة بن المحبق الهذلي أنه كان مع النبي محمد صلى الله عليه وسلم في غزوة تبوك فأتى على بيت قدامة قربة معلقة فيل إنها ميتة فقال «ذكاتها دباغها».
- عن قتادة عن الحسن عن سلمة بن المحبق الهذلي ان النبي محمد صلى الله عليه وسلم أتى على قربة يوم حنين فدعا منها بماء وعندها امرأة فقالت انها ميتة فقال «سلوها أليس قد دبغت» فقالت بلى فأتى منها بحاجته فقال «ذكاة الاديم دباغها».[4]
- عن النحاز بن جري الحنفي عن سنان بن سلمة بن المحبق الهذلي عن أبيه سلمة بن المحبق الهذلي قال «مر بنا رسول الله صلى الله عليه وسلم يوم خيبر وأمر بالقدور أن تكفأ من لحوم الحمير الأهلية».[5]

## وفاته
توفي في البصرة.